# کانن پاورشات اس۸۰
کانن پاورشات اس۸۰ (به انگلیسی: Canon PowerShot S80) یک دوربین عکاسی کامپکت ساخت شرکت کانن است.